# Maracayopus venezuelanus
Maracayopus venezuelanus är en mångfotingart som beskrevs av Karl Wilhelm Verhoeff 1938. Maracayopus venezuelanus ingår i släktet Maracayopus och familjen Chelodesmidae. Inga underarter finns listade i Catalogue of Life.